# معركة باب الواد
معركة باب الواد، هي إحدى معارك القدس في حرب 1948 بين الجيش العربي الأردني والقوات الإسرائيلية عام 1948، وقعت بعد اقل من أسبوع من معركة اللطرون.

## أهمية موقع المعركة
باب الواد ممرّ يربط السهل الساحلي بجبال القدس وتؤدي إليه وتتشعّب منه طرق القدس، الرملة، بيت جبرين، عرطوف ورام الله. يشتمل الموقع على وادي على مداخله، والهضاب المطلة عليه، والقرى القريبة منه، كعمواس، اللطرون، تل الجزر، أبو شوشة، بيت نوبا ويالو.
بالإضافة لأهمية عسكرية عظيمة، فباب الواد مفتاح مدينة القدس، دارت فوق أرضه معارك كبرى على مر القرون. عنده صدّ صلاح الدين الأيوبي غارات ريكاردوس قلب الأسد أواخر القرن الثاني عشر الميلادي. وفي موقعه وقف المقدسيون في وجه جيش إبراهيم باشا سنة 1834م، كما دارت فوق أرضه معارك دامية بين الجيش التركي والجيش الإنكليزي سنة 1917.
فطن العرب والصهيونيون إلى أهمية موقع باب الواد منذ اللحظات الأولى بعد صدور قرار التقسيم عام 1947. تهيّأ الصهيونيون لغزوه من السهل الساحلي لضمان مرور قوافلهم إلى القدس. وعمل العرب بالمقابل على قطع الطريق عليهم، فتنادوا لشراء السلاح، وتجمع المقاتلون من قرى عمواس، يالو، دير أيوب، بيت نوبا، بيت محسير، ساريس وغيرها. كان عددهم في البداية 300 مناضل بينهم الشيخ هارون بن جازي أحد شيوخ قبيلة الحويطات في شرقي الأردن وقوة من رجاله المتطوعين، وانضموا تحت لواء قوات جيش الجهاد المقدس بقيادة عبد القادر الحسيني.

## أحداث المعركة
كان أول عمل قامت به القوات العربية هو تخريب الطريق هناك، وإتلاف الأنابيب التي تمدّ الأحياء اليهودية في القدس بمياه الشرب من رأس العين. أخذ العرب بعد ذلك يتصدّون للقوافل الصهيونية المحروسة التي تمرّ بباب الواد مرة في الأسبوع، ويوقعون بها الخسائر الفادحة، أو يمنعونها من متابعة طريقها.
ففي 1/3/1948 هاجم المناضلون العرب قافلة صهيونية، قتلوا أربعة من رجالها، جرحوا ثمانية، وأعطبوا إحدى السيارات. في اليوم الثالث من آذار دمروا سيارتين صهيونيتين كبيرتين عند حوض الماء القريب من مقام الشيخ علي، وقتلوا خمسة عشر صهيونيًا. وفي اليوم التالي هاجموا قافلة صهيونية، قتلوا أربعة من رجالها، وكادوا يقضون عليها لولا تدخل الجنود البريطانيين حينها.
فجّر العرب الألغام تحت السيارات الصهيونية يومي 12 و13 أيار، قتلوا خمسة من ركابها. في 17 أيار اشتبكوا مع الصهيونيين عند بئر الحلو على الطريق المؤدية إلى باب الواد وأعطبوا مصفّحة صهيونية. ثمّ هاجموا في 19 أيار قافلة صهيونية من تسع سيارات قادمة من عرطوف، قتلوا 15 رجلًا، وأعطبوا مصفّحة للحراسة في المقدمة، وغنموا كمية من الأسلحة. في 22 أيار أعدّ العرب كمينًا لقافلة قادمة من تل أبيب وأشعلوا النار في سيارتيّ مؤن وقتلوا سائقيهما، كما أعطبوا سيارة ثالثة وجرحوا السائق ومساعده.
مع اشتداد الهجمات العربية في باب الواد شعر يهود القدس بوطأة الحصار وقلة المؤن، فاستنجدوا بسلطات الانتداب التي وضعت في عرطوف قوة بريطانية من نحو 200 جندي لحماية القوافل الصهيونية. واستطاع على إثرها الصهيونيون منذ 23 أيار أن يسيّروا قوافلهم في ظل هذه الحماية البريطانية، وأنجدوا صهيونيي القدس بحوالي 1,500 مقاتل.

## نتائج المعركة
تعتبر معركة باب الواد واحدة من قلائل المعارك اللاتي تكللن بالنجاح لصالح العرب، حيث كانت خسائر القوات الإسرائيلية هائلة في هذه المعركة؛ قتل المئات وجرح الآلاف ولم يخسر الجيش العربي الأردني سوى 20 جنديًّا.
في سياق ذلك، قال رئيس الوزراء الأسرائيلي ومؤسّس «إسرائيل» ديفيد بن غوريون في حزيران عام 1949 امام الكنيست: «خسرنا في معركة باب الواد وحدها أمام الجيش الأردني ضعفي قتلانا في الحرب كاملة».